# Efebo di Agde
L'Efebo di Agde è una statua antica in bronzo, di 1,33 metri di altezza, datata al II secolo a.C. e conservata al museo dell'Efebo e di archeologia subacquea di Agde.

## Storia

### Scoperta

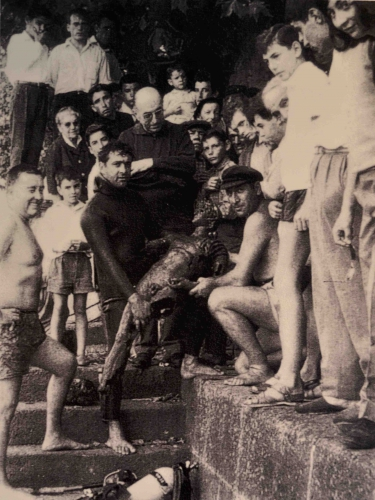
La scoperta della statua, il 13 settembre del 1964. L'Efebo viene retto da Jacky Fanjaud (con la muta da sub) e Denis Fonquerle (a destra).

La statua venne scoperta nel 1964 nel letto dell'Hérault, di fronte alla cattedrale di Santo Stefano di Agde, da Jacky Fanjaud, un membro del GRASPA (Groupe de recherches archéologiques subaquatiques et de plongée d'Agde, "Gruppo di ricerche archeologiche sottomarine e di immersioni di Agde"). La statua lasciò Agde dopo la sua scoperta e, dopo un restauro necessario al laboratorio di archeologia dei metalli di Jarville-la-Malgrange, l'efebo venne esposto al museo del Louvre per più di vent'anni.

### Rivendicazione e ritorno ad Agde
Gli agatensi, legati a questa scoperta e a questa figura divenuta emblematica, non smisero di esprimere il loro desiderio di vedere la statua tornare nella "sua" città. Il sindaco Pierre Leroy-Beaulieu e Denis Fonquerle furono gli artefici principali di questo ritorno, che portò alla nascita di un nuovo museo. Questo fu costruito a partire dal 1982 dall'architetto Jean Le Couteur, e poi fu inaugurato nel 1985. L'efebo entrò nelle collezioni nel 1987, alla presenza di François Léotard, l'allora ministro della cultura.

## Descrizione
L'Efebo di Agde raffigura un giovane greco in piedi, oggi mutilo del braccio destro e della parte inferiore delle gambe. Questo efebo nudo indossa un diadema e porta un panno sul suo braccio sinistro. La scultura bronzea rievoca lo stile dello scultore Lisippo di Sicione e, per alcuni attributi e convenzioni iconografiche, richiama i ritratti scultorei di Alessandro Magno, pertanto si è ipotizzato che possa trattarsi di un ritratto del condottiero macedone. La datazione risale al II secolo a.C., ossia all'epoca ellenistica.

## Omaggi
L'Efebo è divenuto un emblema della città di Agde. La sua testa stilizzata si trova su un vecchio logo del comune. Una copia in resina di grandi dimensioni venne eretta su una rotonda stradale (il rond-point de l'Éphèbe) vicino alla tangenziale sud. Per il trentesimo anniversario dell'arrivo della statua ad Agde, il museo dell'Efebo commissionò all'artista Anita Gauran una serie di fotografie che rappresentano l'Efebo.
Nel 1982 le poste francesi emisero un francobollo dal valore nominale di quattro franchi che rappresentava l'Efebo di Agde. Questo francobollo era stato realizzato dall'incisore polacco Czesław Słania.